# Золотой век пиратства
Золотой век пиратства — общее обозначение периода активности пиратов с 1650 года по 1730 год, условно делится на три промежутка:
1. Период буканьерства (приблизительно 1650—1680 гг.). Период ассоциируется с английскими и французскими моряками, освоившими Ямайку и Тортугу, нападавшими на испанские колонии, промышлявшими в Карибском море и восточной части Тихого океана;
2. Период Пиратского Круга (приблизительно 1690—1721 гг.). Это время связано с освоением пиратами маршрута из Атлантики в Красное море и Индийский океан с целью грабежа мусульманских торговых судов и кораблей Ост-Индской компании;
3. Период после войны за испанское наследство, длящийся, по определению Маркуса Редикера, с 1716 года по 1726 год. В этот период англо-американские корсары потеряли патронаж воюющих империй и фактически стали «безработными». Так они превратились в пиратов, рассеявшихся по Карибскому морю, американскому восточному побережью, западному берегу Африки и Индийскому океану.
В более узкие определения Золотого века пиратства в разных источниках могут не включаться первый и второй периоды. Современный образ пиратов, изображённый в массовой культуре, во многом является заимствованным из Золотого века пиратства.
Факторы, которые способствовали расцвету пиратства, включали в себя:
- увеличение количества ценных грузов, направлявшихся в Европу через океан;
- уменьшение численности европейских флотилий в определённых регионах;
- подготовку и опыт, полученные моряками в период службы в европейских флотах (в особенности — в Королевском флоте);
- неэффективное управление заморскими колониями. Колониальные державы не могли оперативно бороться с пиратами, так как часто отвлекались на войны друг с другом, а то и нередко использовали пиратов в экономических и политических целях с помощью каперских свидетельств.

## Историография

### Происхождение термина
Термин «Золотой век пиратства» никогда не использовался людьми непосредственно в сам период и был придуман историками позднее.
Самое раннее известное упоминание о «Золотом веке» пиратства относится к 1894 году, когда английский журналист Джордж Пауэлл написал, что: «Это время, кажется, было Золотым веком пиратства до прошлого десятилетия семнадцатого столетия». Пауэлл использует его только единожды, рассматривая книгу Чарльза Лесли «Новая и Точная История Ямайки».
В 1897 году историком Джоном Фиске было введено более систематическое использование фразы «Золотой век пиратства». Он написал: «Ни в какое другое время в мировой истории пиратство не процветало так сильно, как в семнадцатом столетии и первой части восемнадцатого. Можно сказать, что его Золотой век простирается приблизительно с 1650 до 1720 год». Фиске включал в этот период действия берберских корсаров и восточноазиатских пиратов, отмечая, что «поскольку эти мусульманские и азиатские пираты были такими же активными в семнадцатом столетии, как и в любое другое время, их наличие не противоречит моему заявлению, что эрой буканьеров был Золотой век пиратства».
Историки первой половины XX века, специализировавшиеся на истории пиратства, иногда использовали термин  без привязки к описанному Фиске периоду.  Самые широкие временные рамки пиратства были указаны в определении Патрика Прингла, который написал в 1951 году, что «Величайший расцвет в истории пиратства…начался при царствовании королевы Елизаветы I и закончился на втором десятилетии восемнадцатого столетия».

### Тенденция к узким определениям
Уже в 1924 году Филип Госс написал, что «пиратство было на своём пике с 1680 до 1730 года». Дуглас Боттинг в книге «Пираты» (1978) определил период пиратства как длящийся «только 30 лет, начинающихся с конца 17-го столетия и заканчивающихся в первом квартале 18-го». Определение Боттинга весьма близко к определению Франка Шерри, данному им в книге "Рейдеры и повстанцы: Золотой век пиратства". В 1989 году профессор Маркус Редикер в своей академической статье определил длительность Золотого века в 10 лет: 1716 до 1726. В 1998 году Ангус Констэм, в свою очередь, счёл эру как длящуюся с 1700 до 1730 года.
Возможно, окончательный шаг в ограничении Золотого века был предпринят в «Истории пиратов» Констэма (2005), в которых он отступил от своего собственного более раннего определения. Названные им 1690—1730 гг. он определил как «щедрый» Золотой век, и пришёл к заключению, что «Худшие из этих пиратских излишков были ограничены восьмилетним периодом, с 1714 до 1722 года, таким образом, истинный Золотой век нельзя назвать даже 'золотым десятилетием'».

### Тенденция к широким определениям
Дэвид Кордингли, в его влиятельной работе 1994 года «Под Чёрным флагом», определил «эру пиратства» как длящуюся с 1650-х до приблизительно 1725 года, очень близко к определению Фиске.
Редикер в 2004 году описал самое сложное определение Золотого века до настоящего времени. Он предлагает «Золотой век пиратства, который охватил период от примерно 1650 до 1730 года», который он подразделяет на три отличных «поколения»: пираты 1650—1680, пираты Индийского океана 1690-х и пираты 1716—1726 годов.
Определение Редикера, вероятно, актуальнейшее на данный момент. Другие популярные определения можно назвать только запутанными.

## История
Пиратство появилось в результате и было уменьшенным отражением конфликтов по вопросам торговли и колонизации среди конкурирующих европейских держав той эпохи, включая империи Великобритании, Испании, Нидерландов, Португалии и Франции. Большинство пиратов имело английское, голландское и французское происхождение.

### Буканьерский период (1650—1680)
Некоторые историки отмечают начало Золотого века пиратства в пределах 1650 года, когда завершение религиозных войн позволило европейским странам возобновить развитие их колониальных империй. Это вызвало значительный рост морской торговли и общее экономическое улучшение: появились заработанные — или награбленные — ценности, большая часть которых перевозилась морем.
Французские буканьеры утвердились на северном Гаити уже в 1625 году. Первоначально они жили главным образом как охотники, а не как грабители; их переход к пиратству был постепенен и частично вызван испанскими усилиями истребить буканьеров и диких животных, от охоты на которых те зависели. Перемещение буканьеров от крупного Гаити к более защищённой, но в то же время маленькой, Тортуге, находившейся на некотором расстоянии от берега, ограничило их ресурсы и ускорило их переход к пиратству. Согласно Александру Эксквемелину, пирату и историку, который остаётся основным источником в течение этого периода, пират Пьер Ле Гран вёл нападения поселенцев с Тортуги на галеоны, возвращавшиеся в Испанию.
Рост пиратства на Тортуге был вызван английским захватом испанской Ямайки в 1655 году. Первые английские губернаторы Ямайки свободно предоставляли каперские свидетельства пиратам Тортуги и их соотечественникам, в то время как развитие Порт-Ройала предоставило этим налётчикам намного более выгодное и удобное место для продажи их добычи. В 1660-х новый французский губернатор Тортуги Бертран д’Ожерон также предоставил командам приватиров, его собственным колонистам и английским головорезам из Порт-Ройала свой остров в качестве пиратской базы. Эти условия привели Карибское буканьерство к процветанию.

### Пиратский круг, 1693—1700
Множество факторов подвигло англо-американских пиратов, некоторые из которых уже получили первый опыт во время буканьерского периода, обратить внимание на сокровища вне Карибского моря в начале 1690-х годов. Падение британских королей Стюартов восстановило традиционную вражду между Великобританией и Францией, таким образом, из-за этого закончилось выгодное сотрудничество между английской Ямайкой и французской Тортугой. Разрушение Порт-Ройала землетрясением в 1692 году ещё больше уменьшило привлекательность Карибского моря для пиратов, уничтожив их главный рынок и укреплённое убежище. Карибские колониальные губернаторы начали отказываться от традиционной политики «никакого мира вне Линии», под которым подразумевалось, что война продолжится (и таким образом будут выдаваться корсарские патенты) в Карибском море независимо от мирных договоров, подписанных в Европе; впредь комиссии предоставляли патенты только в военное время, и эти ограничения были строго проведены в жизнь. Кроме того, большая часть испанской Империи была просто исчерпана; Один только Маракайбо был ограблен три раза между 1667 и 1678 годами, в то время как на Рио де ла Ача совершили набег пять раз и Толу — восемь.
В то же самое время менее привилегированные колонии Англии, включая Бермуды, Нью-Йорк, и Род-Айленд оказались без финансовой поддержки после вступления в силу Навигационного закона. Торговцы и губернаторы, стремящиеся к обогащению, были готовы игнорировать и даже организовывать пиратские путешествия; один колониальный чиновник защитил пирата, потому что он думал, что «это чересчур жестоко: вешать людей, приносящих золото в эти провинции». Хотя некоторые из этих пиратов, действующих в Новой Англии и Средних Колониях, были нацелены на более отдалённые колонии Тихоокеанского побережья, Индийский океан был более богатой и более заманчивой целью. Экономическая продукция Индии затмила Европу в это время, особенно в предметах роскоши высокой ценности как шёлк и набивной ситец, который считался идеальной пиратской добычей; в то же самое время, никакие влиятельные военные флоты не контролировали Индийский океан, оставляя местное судоходство и различные суда Ост-Индской компании уязвимыми для нападения. Это подготовило почву для деятельности Томаса Тью, Генри Эвери, Роберта Каллифорда и (хотя его вина остаётся спорной) Уильяма Кидда.

### Период после войны за испанское наследство (1700—1730)
Между 1713 и 1714 годами была подписана последовательность мирных договоров, которые закончили войну за испанское наследство. С концом этого конфликта тысячи моряков, включая британских военизированных каперов, были освобождены от военной обязанности. Результатом было большое количество обученных, праздных моряков в то время, когда колониальная судоходная торговля через Атлантический океан начинала быстро расти. Кроме того, европейцы, которые из-за безработицы стали моряками и солдатами, вовлечёнными в рабский труд, часто с энтузиазмом воспринимали предложение оставить ту профессию и перейти к грабежу, давая тем самым пиратским капитанам на много лет постоянный приток обученных европейских новичков.
В 1715 году пираты начали главный набег на испанских водолазов, пытающихся поднять золото с затонувшего галеона около Флориды. Костяком пиратской банды была группа английских экс-каперов, каждый из которых в скором времени прославился в дурном свете: Генри Дженнингс, Чарльз Вейн, Сэмюэль Беллами и Эдвард Инглэнд. Нападение было успешно, но, вопреки их ожиданиям, губернатор Ямайки отказался позволить Дженнингсу и его команде потратить их добычу на своём острове. С Кингстоном и уменьшающимся Порт-Ройалом, закрытым для них, Дженнингс и его товарищи основали новую пиратскую базу в Нассау на острове Нью-Провиденс в Багамах, которые были оставлены во время войны. До прибытия губернатора Вудса Роджерса три года спустя, Нассау был домом для этих пиратов и их многочисленных собратьев.
Судоходство между Африкой, Карибским морем и Европой начало расти в 18-м столетии, модель, которая была известна как треугольная торговля, была очень привлекательна для пиратства. Торговые суда приплывали из Европы к африканскому побережью, обменивая товары промышленного назначения и оружие на рабов. Затем торговцы приплывали в Карибское море, чтобы продать рабов и возвратиться в Европу с такими товарами, как сахар, табак и какао. Другой вариант треугольной торговли предполагал, что суда везли на борту сырьё, консервированную треску и ром в Европу, где часть груза продавалась за товары промышленного назначения, которые (наряду с остатком от первоначального груза) транспортировались в Карибское море, где они обменивались на сахар и патоку, которые перевозились в Новую Англию. Суда в трёхсторонней торговле получали деньги на каждой остановке.
Как часть урегулирования войны, Великобритания получила асьенто, испанский правительственный контракт. Она обязывалась снабжать рабами новые мировые колонии Испании, при этом британским торговцам и контрабандистам предоставлялся больший доступ к традиционно закрытым испанским рынкам в Америке. Эта договорённость также способствовала в большей степени распространению пиратства через западную Атлантику. Колониальное мореходство быстро росло одновременно с наводнением квалифицированных моряков после войны. Торговые грузоотправители использовали излишек труда моряков, чтобы снизить заработную плату, экономя на всём, чтобы максимизировать свою прибыль, и создавая сомнительные условия на борту своих судов. Торговые моряки страдали от смертности примерно так же, как и транспортируемые рабы (Rediker, 2004). Условия жизни были так бедны, что моряки начали предпочитать более свободное существование в качестве пирата.

## Женщины-пираты
Также, известны, по крайней мере ещё два случая, когда женщина становилась пиратом (при этом обычно замаскированная под мужчину). Этими двумя были Энн Бонни и Мэри Рид.
История Бонни во многом известна по трудам писателя Даниэля Дефо, и сегодня сложно отличить факт от вымысла. Согласно писателю у Бонни был свирепый и буйный характер, и, не имея возможности разорвать более ранний брак, она тайно сбежала с Рэкхемом, которого она любила. Мэри Рид всю свою жизнь одевалась как мужчина под влиянием своей матери, одевавшей её под рано умершего сына (Мэри являлась незаконнорождённым ребёнком). Всё это время она провела в британских вооружённых силах. Она приехала в Карибскую Вест-Индию после смерти мужа, и присоединилась к Калико Джеку и Энн Бонни.
Когда на их судно напали, эти две женщины, наряду с Рэкхемом и ещё одним неизвестным матросом, были единственными, кто был способен оказать сопротивление. Другие члены команды были слишком пьяны, чтобы бороться. В конце концов они были захвачены и арестованы.
После их захвата в 1720 году смертные приговоры (наказание за пиратство) обеих женщин были приостановлены из-за их беременности. Мэри Рид умерла в тюрьме, по некоторым данным, от лихорадки либо осложнений в ходе родов. Дальнейшая судьба Бонни неизвестна. Есть предположения, что Энн выкупил из тюрьмы её богатый отец и она начала вести тихую и мирную жизнь. Предположение основано на том, что имя Энн Бонни не упоминалось ни в одном официальном документе, в том числе и списке повешенных.

## Берберские пираты
Берберские пираты были каперами, которые выходили на разбойничьи операции с североафриканского побережья («Варварский берег») из портов Туниса, Триполи, Алжира, Сале и портов в Марокко и охотились на судоходство в западном Средиземном море со времён Крестовых походов, так же как и на попадавшиеся на их пути суда, идущие в Азию вокруг Африки, вплоть до начала 19-го столетия. Прибрежные деревни и города Италии, Испании и средиземноморских островов часто подвергались нападению с их стороны, и протяжённые полосы итальянских и испанских побережий были почти полностью оставлены их жителями; с 17-го столетия берберские пираты иногда входили в Атлантику и даже пробивались до Исландии. Согласно Роберту Дэвису, между XVI и XIX веками от 1 до 1.25 миллиона европейцев были захвачены берберскими пиратами и проданы в рабство в арабском мире.
Начало 17-го столетия может быть описано как расцвет берберских пиратов. Это было связно с появлением у берберийцев новых вариантов такелажа, внедрённых европейским ренегатом Симоном де Дансером, что позволило североафриканским налётчикам впервые выдерживать атлантические переходы с тем же успехом, что и средиземноморские. По некоторым источникам, больше 20,000 пленников были заключены в тюрьму в одном только Алжире. Богатым разрешили себя выкупить, но бедные были обречены на рабство. Их владельцы при случае могли дать им свободу, если те принимали ислам. Можно вывести длинный список людей хорошего социального положения, не только итальянцев или испанцев, но также немецких и английских путешественников, которые были пленниками в этот период.
Исландия подвергалась набегам, известным как нападение турецких пиратов на Исландию в 1627 году. Говорилось, что Мурат-реис младший взял в плен 400 человек; 242 пленника позже были проданы в рабство на Варварском берегу. Пираты взяли только молодых людей и тех, кто был в хорошем физическом состоянии. Все те, кто оказал сопротивление, были убиты, а старики были собраны в церкви, которую затем подожгли. Среди захваченных был Олафур Эгилсзон, который был выкуплен в следующем году и, после возвращения в Исландию, написал рассказ о своих злоключениях.
Одна из стереотипных особенностей пирата в массовой культуре — повязка на глаз — относится ко времени арабского пирата Рахмаха ибн Джабира аль-Ялахимаха, который носил её после потери глаза в сражении в XVIII столетии.
В то время как Золотой век европейских и американских пиратов, как принято полагать, закончился между 1710 и 1730 годами, процветание берберских пиратов продолжалось до начала 19-го столетия. В отличие от европейских властей, молодые Соединённые Штаты отказались отдавать дань государствам берберов и ответили военно-морскими нападениями на Северную Африку, когда те захватили и поработили американских моряков. Хотя США имели ограниченный успех в этих войнах, Франция и Великобритания с их более значительными флотами скоро следовали примеру и искоренили берберских пиратов.

## Упадок
К началу XVIII столетия терпение во всех европейских странах по отношению к каперам иссякло. После подписания Утрехтского Соглашения избыток незанятых обученных моряков был благословением и проклятием для всех пиратов. Первоначально этот излишек позволил числу пиратов значительно умножиться. Это неизбежно привело к разбою большого количества судов, которые создают большое напряжение в торговле для всех европейских стран. В ответ европейские страны выставили свои собственные флоты, чтобы предложить большую степень защиты для торговцев и выследить пиратов. Избыток квалифицированных моряков означал, что был рынок рабочей силы, который мог быть принят на работу также в национальные флоты. Пиратство было в сильном упадке к 1720 году. Золотой век пиратства не продлился даже столетия.
События последней половины 1718 года представляют поворотный момент в истории пиратства в Новом Свете. Без безопасной базы и в растущем давлении от военно-морских сил европейских государств, странствующие пираты потеряли свой импульс. Уже не было приманки в виде испанских сокровищ, и охотники за ними постепенно становились частью прошлого. К началу 1719 года оставшиеся пираты были в бегах. Большинство из них направилось в Западную Африку, захватывая плохо защищённые рабовладельческие суда.

## Воздействие на массовую культуру
Хотя некоторые детали часто упущены, влияние на массовую культуру Золотого века пиратства едва ли можно переоценить. «Всеобщая история пиратов» Чарльза Джонсона, главный источник для биографий многих известных пиратов Золотого века, обеспечивает обширный отчёт периода. В предоставлении почти мифического статуса более красочным персонажам, таким, как печально известные английские пираты Чёрная Борода и Калико Джек, книга фактически создала стандартную биографию жизни многих пиратов Золотого века и повлияла на пиратскую литературу Роберта Стивенсона и Дж. М. Барри. Такие литературные работы, как Остров Сокровищ и Питер Пэн, хотя и романтизированы, в большой степени используют пиратов как основной элемент сюжета. Фильмы, такие как Пираты Карибского моря, и видеоигры, такие как Monkey Island, Sid Meier's Pirates, Assassin’s Creed IV: Black Flag и Корсары, почерпнули в большой степени идею из этого романтизированного идеала пиратства. В свою очередь, они помогли внедрить  образ прежних пиратов (часто неточный) в воображение современных людей. Золотой век также влиял на японских мангак, таких как Эйитиро Ода, который и создал известную мангу о пиратстве One Piece.